# Paris-Nice 2011
Paris-Nice 2011 var den 69. udgave af Paris-Nice. Løbet blev arrangeret fra 6. til 13. marts 2011.
Udover de 18 ProTeams blev Bretagne-Schuller, Cofidis, Europcar og FDJ inviteret til at deltage. Tony Martin vandt løbet samlet.

## Etaper

### Søndag 6. marts – 1. etape:Houdan– Houdan, 154,5 km
|   | Rytter            | Hold                | Tid     |
| - | ----------------- | ------------------- | ------- |
| 1 | Thomas De Gendt   | Vacansoleil-DCM     | 4:05.06 |
| 2 | Jérémy Roy        | FDJ                 | s.t.    |
| 3 | Heinrich Haussler | Garmin-Cervélo      | s.t.    |
| 4 | Peter Sagan       | Liquigas-Cannondale | s.t.    |
| 5 | Greg Henderson    | Team Sky            | s.t.    |

|   | Rytter            | Hold            | Tid     |
| - | ----------------- | --------------- | ------- |
| 1 | Thomas De Gendt   | Vacansoleil-DCM | 4:04.53 |
| 2 | Jérémy Roy        | FDJ             | + 6     |
| 3 | Heinrich Haussler | Garmin-Cervélo  | + 9     |
| 4 | Damien Gaudin     | Europcar        | + 10    |
| 5 | Jens Voigt        | Leopard Trek    | + 11    |

### Mandag 7. marts – 2. etape:Montfort l’Amaury–Amilly, 199 km
|   | Rytter            | Hold                | Tid     |
| - | ----------------- | ------------------- | ------- |
| 1 | Greg Henderson    | Team Sky            | 5:00.56 |
| 2 | Matthew Goss      | Team HTC-Highroad   | s.t.    |
| 3 | Denis Galimzjanov | Katusha             | s.t.    |
| 4 | Heinrich Haussler | Garmin-Cervélo      | s.t.    |
| 5 | Peter Sagan       | Liquigas-Cannondale | s.t.    |

|   | Rytter          | Hold              | Tid     |
| - | --------------- | ----------------- | ------- |
| 1 | Thomas De Gendt | Vacansoleil-DCM   | 9:05.48 |
| 2 | Greg Henderson  | Team Sky          | + 4     |
| 3 | Jérémy Roy      | FDJ               | + 7     |
| 4 | Matthew Goss    | Team HTC-Highroad | + 8     |
| 5 | Tony Gallopin   | Cofidis           | + 8     |

### Tirsdag 8. marts – 3. etape:Cosne-Cours-sur-Loire–Nuits-Saint-Georges, 202,5 km
|   | Rytter             | Hold              | Tid     |
| - | ------------------ | ----------------- | ------- |
| 1 | Matthew Goss       | Team HTC-Highroad | 5:16.48 |
| 2 | Heinrich Haussler  | Garmin-Cervélo    | s.t.    |
| 3 | Denis Galimzjanov  | Katusha           | s.t.    |
| 4 | José Joaquín Rojas | Movistar Team     | s.t.    |
| 5 | Geraint Thomas     | Team Sky          | s.t.    |

|   | Rytter            | Hold              | Tid      |
| - | ----------------- | ----------------- | -------- |
| 1 | Matthew Goss      | Team HTC-Highroad | 14:22.34 |
| 2 | Thomas De Gendt   | Vacansoleil-DCM   | + 2      |
| 3 | Heinrich Haussler | Garmin-Cervélo    | + 6      |
| 4 | Greg Henderson    | Team Sky          | + 6      |
| 5 | Denis Galimzjanov | Katusha           | + 8      |

### Onsdag 9. marts – 4. etape:Crêches-sur-Saône–Belleville, 191 km
|   | Rytter            | Hold            | Tid     |
| - | ----------------- | --------------- | ------- |
| 1 | Thomas Voeckler   | Europcar        | 5:04.20 |
| 2 | Rémi Pauriol      | FDJ             | s.t.    |
| 3 | Thomas De Gendt   | Vacansoleil-DCM | s.t.    |
| 4 | Rémy Di Gregorio  | Astana          | s.t.    |
| 5 | Heinrich Haussler | Garmin-Cervélo  | + 13    |

|   | Rytter           | Hold              | Tid      |
| - | ---------------- | ----------------- | -------- |
| 1 | Thomas De Gendt  | Vacansoleil-DCM   | 19:26.46 |
| 2 | Thomas Voeckler  | Europcar          | + 10     |
| 3 | Rémi Pauriol     | FDJ               | + 16     |
| 4 | Matthew Goss     | Team HTC-Highroad | + 21     |
| 5 | Rémy Di Gregorio | Astana            | + 24     |

### Torsdag 10. marts – 5. etape:Saint-Symphorien-sur-Coise–Vernoux-en-Vivarais, 194 km
|   | Rytter         | Hold              | Tid     |
| - | -------------- | ----------------- | ------- |
| 1 | Andreas Klöden | Team RadioShack   | 4:59.00 |
| 2 | Samuel Sánchez | Euskaltel-Euskadi | s.t.    |
| 3 | Matteo Carrara | Vacansoleil-DCM   | s.t.    |
| 4 | Tony Martin    | Team HTC-Highroad | s.t.    |
| 5 | Rein Taaramäe  | Cofidis           | s.t.    |

|   | Rytter             | Hold              | Tid      |
| - | ------------------ | ----------------- | -------- |
| 1 | Andreas Klöden     | Team RadioShack   | 24:26.13 |
| 2 | Samuel Sánchez     | Euskaltel-Euskadi | + 4      |
| 3 | Matteo Carrara     | Vacansoleil-DCM   | + 6      |
| 4 | Tony Martin        | Team HTC-Highroad | + 10     |
| 5 | Robert Kiserlovski | Astana            | + 10     |

### Fredag 11. marts – 6. etape:Rognes–Aix-en-Provence, 27 km (enkeltstart)
|   | Rytter                 | Hold              | Tid   |
| - | ---------------------- | ----------------- | ----- |
| 1 | Tony Martin            | Team HTC-Highroad | 33.24 |
| 2 | Bradley Wiggins        | Team Sky          | + 20  |
| 3 | Richie Porte           | Saxo Bank-SunGard | + 29  |
| 4 | Andreas Klöden         | Team RadioShack   | + 46  |
| 5 | Jean-Christophe Péraud | AG2R La Mondiale  | + 55  |

|   | Rytter                 | Hold              | Tid      |
| - | ---------------------- | ----------------- | -------- |
| 1 | Tony Martin            | Team HTC-Highroad | 24:59.47 |
| 2 | Andreas Klöden         | Team RadioShack   | + 36     |
| 3 | Bradley Wiggins        | Team Sky          | + 39     |
| 4 | Rein Taaramäe          | Cofidis           | + 1.10   |
| 5 | Jean-Christophe Péraud | AG2R La Mondiale  | + 1.14   |

### Lørdag 12. marts – 7. etape:Brignoles–Biot, 215,5 km
|   | Rytter           | Hold              | Tid     |
| - | ---------------- | ----------------- | ------- |
| 1 | Rémy Di Gregorio | Astana            | 5:46.23 |
| 2 | Samuel Sánchez   | Euskaltel-Euskadi | + 5     |
| 3 | Rigoberto Urán   | Team Sky          | + 5     |
| 4 | Andreas Klöden   | Team RadioShack   | + 7     |
| 5 | Tony Martin      | Team HTC-Highroad | + 7     |

|   | Rytter                 | Hold              | Tid      |
| - | ---------------------- | ----------------- | -------- |
| 1 | Tony Martin            | Team HTC-Highroad | 30:46.17 |
| 2 | Andreas Klöden         | Team RadioShack   | + 36     |
| 3 | Bradley Wiggins        | Team Sky          | + 41     |
| 4 | Rein Taaramäe          | Cofidis           | + 1.10   |
| 5 | Jean-Christophe Péraud | AG2R La Mondiale  | + 1.21   |

### Søndag 13. marts – 8. etape:Nice–Nice, 124 km
|   | Rytter          | Hold              | Tid     |
| - | --------------- | ----------------- | ------- |
| 1 | Thomas Voeckler | Europcar          | 3:15.58 |
| 2 | Diego Ulissi    | Lampre-ISD        | + 23    |
| 3 | Julien El Fares | Cofidis           | + 1.06  |
| 4 | Samuel Sánchez  | Euskaltel-Euskadi | + 1.06  |
| 5 | David López     | Movistar Team     | + 1.06  |

|   | Rytter          | Hold              | Tid      |
| - | --------------- | ----------------- | -------- |
| 1 | Tony Martin     | Team HTC-Highroad | 34:03.37 |
| 2 | Andreas Klöden  | Team RadioShack   | + 36     |
| 3 | Bradley Wiggins | Team Sky          | + 41     |
| 4 | Rein Taaramäe   | Cofidis           | + 1.10   |
| 5 | Samuel Sánchez  | Euskaltel-Euskadi | + 1.13   |

## Slutresultater

### Sammenlagt
|    | Rytter                 | Hold              | Tid      |
| -- | ---------------------- | ----------------- | -------- |
| 1  | Tony Martin            | Team HTC-Highroad | 34:03.37 |
| 2  | Andreas Klöden         | Team RadioShack   | + 36     |
| 3  | Bradley Wiggins        | Team Sky          | + 41     |
| 4  | Rein Taaramäe          | Cofidis           | + 1.10   |
| 5  | Samuel Sánchez         | Euskaltel-Euskadi | + 1.13   |
| 6  | Jean-Christophe Péraud | AG2R La Mondiale  | + 1.24   |
| 7  | Janez Brajkovič        | Team RadioShack   | + 1.34   |
| 8  | Levi Leipheimer        | Team RadioShack   | + 1.36   |
| 9  | Bauke Mollema          | Rabobank          | + 2.04   |
| 10 | Maxime Monfort         | Leopard Trek      | + 2.26   |

### Pointtrøjen
|   | Rytter            | Hold              | Point |
| - | ----------------- | ----------------- | ----- |
| 1 | Heinrich Haussler | Garmin-Cervélo    | 84    |
| 2 | Andreas Klöden    | Team RadioShack   | 70    |
| 3 | Samuel Sánchez    | Euskaltel-Euskadi | 67    |

### Bjergtrøjen
|   | Rytter          | Hold          | Point |
| - | --------------- | ------------- | ----- |
| 1 | Rémi Pauriol    | FDJ           | 56    |
| 2 | Thomas Voeckler | Europcar      | 29    |
| 3 | David López     | Movistar Team | 28    |

### Ungdomstrøjen
|   | Rytter        | Hold       | Tid      |
| - | ------------- | ---------- | -------- |
| 1 | Rein Taaramäe | Cofidis    | 34:04.47 |
| 2 | Bauke Mollema | Rabobank   | + 54     |
| 3 | Simon Špilak  | Lampre-ISD | + 2.14   |